# Vuelo 458 de Pilgrim Airlines
El vuelo 458 de Pilgrim Airlines era un vuelo regular de pasajeros de Estados Unidos desde el aeropuerto LaGuardia en la ciudad de Nueva York al aeropuerto internacional Logan en Boston, Massachusetts. El 21 de febrero de 1982, el de Havillan Canada DHC-6-100 sufrió un grave incendio a bordo lo que conllevó a un aterrizaje forzoso en el embalse de Scituate cerca de Providence, Rhode Island, debido a una fuga de líquido limpiaparabrisas y descongelador. Un pasajero no pudo escapar del avión y murió por inhalación de humo, y ocho de los nueve pasajeros restantes, así como ambos miembros de la tripulación, sufrieron heridas graves por el incendio y el aterrizaje forzoso.

## Aeronave

La aeronave involucrada en el accidente, fotografiada en junio de 1981.

La aeronave involucrada en el accidente era un de Havilland Canada DHC-6 Twin Otter con macricula N127PM, anteriormente se identifico a nombre del fabricante N17132, El primer vuelo el 14 de febrero de 1968. Inicialmente, la aeronave estaba destinada a ser aceptada por el Servicio de cercanías de la NASA, pero esto no logró concretarse. El 22 de febrero de 1968 el avión fue entregado a Cable Commuter Airlines. En mayo de 1968, Golden West Airlines se hizo cargo del avión y lo matriculó nuevamente con el nuevo número de matrícula N244GW. Desde el 11 de marzo de 1969, el avión fue arrendado a AeroCommuter antes de regresar a Golden West Airlines el 15 de julio de 1969. La aeronave finalmente fue entregada a Pilgrim Airlines el 8 de abril de 1970 y desde septiembre de 1970 llevaba su último número de matrícula N127PM. La aeronave bimotor estaba equipada con dos motores turbohélice Pratt & Whitney Canada PT6A-20. En el momento del accidente, la aeronave había completado un rendimiento operativo de 27.015 horas de vuelo acumuladas.

## Tripulación y pasajeros
Había 10 pasajeros en el vuelo de Groton a Boston. A bordo de la aeronave se encontraba una tripulación de dos personas: un capitán de vuelo y un primer oficial. En el vuelo regional no había asistentes de vuelo. El capitán Thomas N. Prinster, de 36 años, era miembro de Pilgrim Airlines desde el 1 de febrero de 1979. Completó su formación para pilotar el de Havilland Canada DHC-3 Otter el 30 de mayo de 1979. De sus 6.500 horas de experiencia de vuelo, Prinster había completado 2.700 horas en la cabina del de Havilland Canada DHC-3 Otter. El primer oficial Lyle W. Hogg, de 27 años, había estado en Pilgrim Airlines desde el 14 de septiembre de 1981 y fue nombrado primer oficial el 19 de septiembre de 1981. De sus 2.100 horas de experiencia de vuelo, Hogg había completado 400 horas en la cabina del de Havilland Canada DHC-3 Otter.

## Accidente
El vuelo 458 despegó del Aeropuerto LaGuardia en Nueva York hacia el Aeropuerto Internacional Logan en Boston. La tripulación de vuelo inicialmente había aterrizado en la 3ra escala en el Aeropuerto Internacional de Groton-Lew London con dirección hacia el Aeropuerto Logan, la tripulación que había volado los primeros tres tramos entregó el avión a la tripulación de vuelo para el tramo final Groton-Boston, y el vuelo 458 despegó del Aeropuerto Internacional de Groton-Lew London a las 15.10 hora estándar del este. Aproximadamente 15 minutos más tarde, mientras volaba sobre el noroeste de Rhode Island, el primer oficial Lyle Hogg, observo una ligera formación de hielo en el parabrisas, lo que esté mismo activó el sistema lavaparabrisas y descongelador. dos veces, pero este mismo parecía no funcionar aparentemente; Durante el segundo intento de deshielo, Hogg olió a alcohol, lo que le impulsó a detener el deshielo.Poco después, comenzó a entrar humo en la cabina alrededor de la base de la columna de control .
El capitán Thomas Prinster se puso en contacto con el control de tráfico aéreo, declaró una emergencia y solicitó y recibió vectores de radar directos al aeropuerto TF Green para un aterrizaje de emergencia; Se le notifico al equipo de Rescate de aeronaves y extinción de incendios (ARFF) del aeropuerto para ayudar a la aeronave en su aterrizaje. El humo en la cabina se espesó rápidamente hasta el punto de que los pilotos no podían ver los instrumentos de la cabina y tuvieron que abrir las ventanas laterales para tener visibilidad y oxígeno del viento. Momentos después se produjo un grave incendio en la cabina de pasajeros y en la cabina delantera cuando el avión descendía de su altitud de crucero de 4000 pies (1200 m), quemando gravemente a Prinster y  Hogg. Dos pasajeros que intentaron sin éxito extinguir el incendio de la cabina sufrieron quemaduras de primer grado al no encontrar los extintores de emergencia; Los pasajeros supervivientes describieron el incendio en la cabina como una "'Extensa y larga pared de fuego a lo largo del pasillo de la aeronave" El calor del fuego derritió los auriculares de audio de la tripulación de vuelo, lo que obligó a desecharlos. Durante el descenso de emergencia, uno de los dos pasajeros que intentó combatir el incendio de la cabina, el ingeniero de vuelo fuera de servicio de USAir, Harry Polychron, usó una raqueta de tenis para romper las ventanas de la cabina e intentar despejar el humo de la cabina de pasajeros.
Aproximadamente a las 15.33, incapaz de llegar al aeropuerto TF Green a tiempo, el capitán Prinster realizó un aterrizaje forzoso en el hielo de un pie de espesor del brazo occidental del embalse Scituate, 12,5 millas (10,9 millas náuticas; 20,1 km) al oeste-noroeste del aeropuerto, con el ala derecha y el tren de aterrizaje principal izquierdo se rompieron tras el impacto. La tripulación de vuelo y nueve de los diez pasajeros lograron evacuar el avión en llamas y caminar hasta la orilla (el décimo, una mujer de 59 años con una enfermedad pulmonar obstructiva crónica grave y marcada aterosclerosis, fue superada por el humo y gases tóxicos antes de que pudiera escapar del fuselaje en llamas). De los once supervivientes, todos menos uno sufrieron heridas graves en el accidente; la mayoría de los pasajeros sufrieron heridas contundentes de diversa gravedad en el aterrizaje forzoso, la tripulación de vuelo y dos pasajeros sufrieron quemaduras por el incendio durante el vuelo (el capitán Prinster sufrió quemaduras de segundo a tercer grado en entre el 50 y el 70 por ciento de la superficie de su cuerpo y pasó meses en el hospital, pero finalmente sobrevivió; El primer oficial Hogg, aunque también sufrió quemaduras de segundo a tercer grado, sufrió quemaduras menos extensas, debido tanto a que vestía ropa más gruesa como a que el fuego se concentraba en el lado izquierdo de la aeronave; y los dos pasajeros que intentaron extinguir el incendio sufrieron quemaduras de primer y segundo grado en manos y brazos), y todos los supervivientes sufrieron por inhalación de humo. El fuselaje del avión quedó casi completamente destruido por un incendio después del aterrizaje, siendo las únicas partes supervivientes de la cabina de pasajeros los marcos de los asientos de acero inoxidable  y la estructura derretida de la parte inferior del fuselaje.

## Investigación

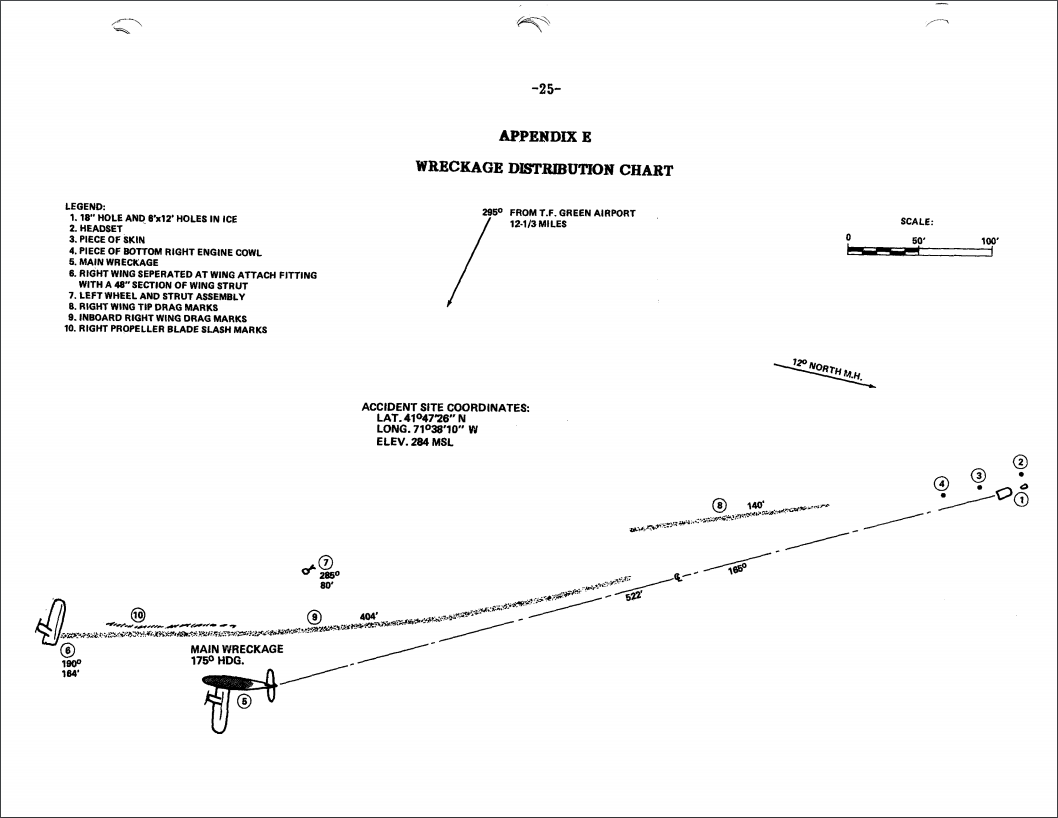
Mapa de la distribución de los restos del vuelo 458 durante su aterrizaje de emergencia

Debido al incendio que se produjo inmediatamente después de los intentos de descongelar el parabrisas, al olor a alcohol detectado por el primer oficial justo antes de que comenzara a aparecer el humo y al carácter líquido y fluido del incendio en la cabina de pasajeros, la Junta Nacional de Seguridad en el Transporte (NTSB) se centró en el sistema de lavado y descongelación del parabrisas. Este sistema constaba de un depósito de polietileno que contenía hasta 1,5 galones estadounidenses (5,7 L; 1,2 imp gal) de alcohol isopropílico, una bomba eléctrica y boquillas para rociar el alcohol sobre el parabrisas, con Tubería de Tygon que iba desde el depósito a la bomba y desde la bomba a las boquillas de aspersión. El limpiador/descongelador de la aeronave accidentada tenía un historial de fugas resultantes de la incompatibilidad del tubo Tygon con el alcohol isopropílico, cuya exposición provocó que los extremos del tubo se endurecieran y deformaran; Los extremos de los tubos degradados ya no encajan firmemente en sus puntos de unión y, en ocasiones, pueden separarse por completo. Para reparar esta fuga, el personal de mantenimiento tuvo que cortar periódicamente los extremos endurecidos y deformes del tubo y volver a conectar el tubo recién acortado (lentamente acortó el tubo lo suficiente como para requerir que se empalmara más tubo para que el tubo alcanzara su unión) puntos sin estirar. Los procedimientos utilizados por Pilgrim Airlines (y aprobados por De Havilland Canada) en el momento del accidente permitieron asegurar el tubo a sus puntos de conexión envolviendo las conexiones con cable de seguridad y no requirieron el uso de una abrazadera para sujetar la conexión en su lugar. 
Varios meses antes del accidente, mientras estaba en tierra en el aeropuerto LaGuardia, se descubrió que la tubería del sistema de lavado y descongelador del avión accidentado se había separado de la salida de la bomba; Esto volvió a ocurrir apenas tres días antes del accidente, cuando un piloto observó una fuga de alcohol del racor de salida de la bomba, del que se había separado el tubo, durante una escala en New Haven.   El limpiaparabrisas/descongelador fue reparado más tarde ese día, pero los métodos utilizados habitualmente para asegurar el tubo Tygon no aseguraron positivamente que permaneciera conectado a la bomba y al depósito. Las pruebas posteriores al accidente utilizando una bomba, un depósito y un tubo de ejemplo mostraron que, con la salida de la bomba desconectada de su tubo, se produciría una fuga lenta de la bomba incluso si la bomba no estaba funcionando. Si la bomba se activaba sin que el tubo estuviera conectado a su salida, rociaría líquido hacia adelante hasta 7 pies (2,1 m); en su posición instalada en la aeronave, esto rociaría alcohol isopropílico inflamable por todo el compartimiento debajo del piso de la cabina, un área que contenía numerosas posibles fuentes de ignición. La NTSB finalmente concluyó que la caída del vuelo 458 fue por una falla del mantenimiento producto de un mal mantenimiento lo que provocó un incendio a bordo.

## Secuelas
La NTSB consideró que el sistema de lavado/descongelador con alcohol presentaba un grave riesgo de incendio y recomendó su eliminación de los DHC-6 que lo utilizaban;  la Administración Federal de Aviación estuvo de acuerdo y emitió una Directiva de Aeronavegabilidad en diciembre de 1982 que prohibía el uso del sistema para deshielo después del 30 de noviembre de 1983 (eliminando el uso de alcohol isopropílico altamente inflamable en el sistema) y requirió la instalación de un parabrisas con calefacción eléctrica para los DHC-6 certificados para volar en condiciones de formación de hielo después de esa fecha.
Por su trabajo para llevar el avión a un aterrizaje exitoso a pesar del ambiente extremadamente hostil de la cabina y, por lo tanto, salvar las vidas de casi todos a bordo, el Capitán Prinster y el Primer Oficial Hogg recibieron conjuntamente el Premio al Heroísmo de la Flight Safety Foundation en 1982.  Además, un parque público en Scituate lleva el nombre de los pilotos del vuelo 458 y está dedicado a ellos.  Ambos pilotos finalmente regresaron a volar con Pilgrim Airlines, aunque por Prinster, esto duró poco antes de retirarse de la aviación comercial; Murió en 2018 debido a complicaciones persistentes del daño pulmonar causado por el incendio del vuelo 458.  Hogg se mudó a US Airways en 1984 y finalmente se convirtió en vicepresidente de operaciones de vuelo de esa aerolínea, antes de desempeñarse como presidente y director ejecutivo de Piedmont Airlines desde 2015 hasta 2020.En noviembre de 2019, Prinster y Hogg fue incluido en el Salón de la Fama de la Aviación de Rhode Island (Prinster póstumamente) por sus acciones heroicas.

## Dramatización
Este accidente fue presentado en el sexto episodio de la vigesimocuarta temporada de la serie de televisión canadiense Mayday: catastrofes aéreas titulado «Fight for Survival», y en Latinoamérica «Volar para sobrevivir».